# Stará Červená Voda
Stará Červená Voda é uma comuna checa localizada na região de Olomouc, distrito de Jeseník.